# بدان (مشيز بردسير)
بدان (بالفارسية: بدان) هي قرية تقع في إيران في البلدة المركزية.